# Список керівників держав 1241 року
Список керівників держав 1241 року — це перелік правителів країн світу 1241 року.
Список керівників держав 1240 року — 1241 рік — Список керівників держав 1242 року — Список керівників держав за роками

## Європа
- Англія
  - Король Англії — Генріх III (1216—1272)
- Балканський півострів
  - Князівство Арбанон — Грегоріос Камонас (Gregorios Kamonas; 1216—1253)
  - Аргос і Нафпліон (сеньйорія) — Оттон II де ла Рош (1234? — 1251)
  - Герцогство Архіпелагу — Анджело Санудо (1227—1262)
  - Афінське герцогство — Гі I де ла Рош (1225—1263)
  - Ахейське князівство — Жоффруа II де Віллардуен (1229—1246)
  - Друге Болгарське царство — Іван Асен II (1218—1241); Коломан I Асен (1241—1246)
  - Боснійський банат — Матей Нінослав (1232—1240; 1241—1250)
  - Епірський деспотат — Михайло II Комнін Дука (1230—1266/1268)
  - Зета (держава) — Джордже Неманич (1241? — 1242)
  - Пфальцграфство Кефалонії та Закінфу — Маттео II Орсіні (1238—1259/1264)
  - Кіпрське королівство — Генріх I (1218—1253)
  - Перше Сербське королівство; король Стефан Владислав I (1233—1242)
  - Графство Салона (Lordship of Salona) — Томас II д'Отременкур (1212—1258)
  - Фессалонікійська імперія — Іоанн Комнін Дука (1237—1242)
- Балтія
  - Дерптське єпископство — Герман Буксгевден (1224—1248)
  - Езель-Вікське єпископство — Генріх І (1235—1260)
  - Лівонський орден — ландмейстер Дітріх фон Ґрюнінген (1238—1241); Андреас фон Фельфен (1241—1242)
  - Ризьке архієпископство — Ніколаус фон Науен (1229—1253)
  - Держава Тевтонського ордену — великий магістр Герхард фон Мальберг (1240—1244)
- Білорусь
  - Вітебське князівство — ? (можливо, Ізяслав Брячиславич; 1232—1262)
  - Турово-Пінське князівство — Михайло Пінський (1232? — після 1247)
- Князь Новгородський — Ярослав ІІІ (1230—1236; 1236—1240/1241); Олександр Невський (1241—1252)
- Волзька Болгарія — Газі-Барадж (1236—1242)
- Латинська імперія — Балдуїн II (1228—1261)
- Трапезундська імперія — Мануїл I (1238—1263)
- Вельс
  - Королівство Гвінед — Давид II ап Ллівелін (1240—1246)
  - Королівство Повіс — князь Повіс-Вадогу Гріфід Майлор II (1236—1269); князь Повіс-Гвенвінвін Овейн Гвенвінвін (1240—1283)
- Ірландія
  - Десмонд — Кормак Фіонн Мак Карті (1229—1247)
  - Тір Еогайн — Бріан мак Нейлл Руайд ОНейлл (1234/1238-1260)
  - Томонд — король Доннхад Кайрпрех О'Бріан (1210—1242)
- Італія
  - Арборейський юдикат — П'єтро II (1217—1241); [Маріано II (юдик Арбореї)|Маріано II]] (1241—1297)
  - Венеційська республіка — дож Джакопо Тьєполо (1229—1249)
  - Кальярський юдикат — Вільгельм Салусіо V (1232—1250)
  - Маркграфство Монферрат — Боніфацій II Великий (1225—1255)
  - Салуццо (маркграфство) — Манфред ІІІ (1215—1244)
  - Королівство Сицилія — король Фрідріх II (1217—1250)
  - Князівство Таранто — Фрідріх II (1205—1250)
  - Торреський юдикат — Аделазія (1236—1259)
  - Принц-єпископство Тренто — Алдрігетто Кампо (1232—1247)
  - Урбіно (герцогство) — Бонконте да Монтефельтро (1234—1242)
  - Маркграфство Фінале — Джакомо дель Карретто (1231—1268)
- Кавказ
  - Грузинське царство — Русудан (1223—1245)
- Велике князівство Литовське — Міндовг (1236—1263)
- Німеччина
  - Герцогство Австрія — герцог Фрідріх II Австрійський (1230—1246)
  - Князівство Ангальт — Генріх I (1218—1252)
  - Герцогство Баварія — Отто II (1231—1253)
  - Баденське маркграфство — Герман V (1190—1243)
  - Берг (герцогство) — Ірменгарда (1225—1248)
  - Берхтесгаден (пробство) — Фрідріх ІІІ Ортенбургський (1231—1259)
  - Маркграфство Бранденбург — Отто III (1220—1267)
  - Герцогство Брауншвейг-Люнебург — Отто I Брауншвейг-Люнебурзький (1235—1252)
  - Принц-єпископство Бріксен — Егно фон Еппан (1240—1250)
  - Верле (сеньйорія) — Ніколаус I (Верле)Ніколаус I (1235—1277)
  - Графство Вюртемберг — граф Людвіг III (1181—1241); Ульріх I (1241—1265)
  - Вюрцбург (принц-єпископство) — Дітріх фон Гомбург (1223—1245)
  - Принц-єпископство Гільдесгайм Конрад II фон Різенберг (1235—1246)
  - Гоя (графство) (Grafschaft Hoya) — Генріх II (1235—1290)
  - Архієпископ Зальцбургу — Еберард II Трухзейський (1200—1246)
  - Герцогство Каринтія — Бернард (1201—1256)
  - Кельнське курфюрство — Конрад фон Гохштаден (1238—1261)
  - Кенігсегг (Königsegg) — Еберхард II (1239—1268)
  - Клеве (герцогство) — Дітріх V (1201—1260)
  - Констанц (князівство-єпископство) — Генріх I (1233—1248)
  - Курпфальц — Отто II (1227/1231-1253)
  - Ліппе-Детмольд — Бернгард III (1230—1265)
  - Лужицька марка — Генріх III (1221—1288)
  - Любекське князівство-єпископство — Йоганн I (1230/1231-1247)
  - Архієпископ Майнца Зиґфрід III фон Еппштейн (1230—1249)
  - Марк (графство) — Адольф I (1198—1249)
  - Маркграфство Мейсен — Генріх III (1221—1288)
  - Меранія (герцогство) — Оттон III (1234—1248)
  - Нюрнберг (бургграфство) — Конрад I (1218—1261)
  - Графство Ольденбург — Оттон І (1233—1242/1251)
  - Падерборнське князівство-єпископство — Бернхард IV цур Ліппе (1227—1247)
  - Герцогство Померанія — Барнім I Добрий (1221—1278)
  - Померанія-Щецін — Барнім I Добрий (1221—1278)
  - Равенсберг (графство) — Оттон II (1221—1244)
  - графство Рітберг — Конрад I (1237—1264)
  - Князівство Руян — Віслав І (1221—1250)
  - Герцогство Саксонія — Альбрехт I (1212—1260)
  - граф Тиролю — Альбрехт III (1202—1253)
  - Фельденц (графство) — до 1254 невідомо
  - Герцогство Швабія — Конрад III (1235—1246)
  - Шверін (графство) — Гунцелін III (1228—1274)
  - Герцогство Штирія — Фрідріх II Австрійський (1230—1246)
- Піренейський півострів
  - Королівство Арагон — Хайме I (1213—1276)
  - Королівство Леон — Фернандо III (1230—1252)
  - Майорканське королівство — Хайме I (1231—1276)
  - Королівство Португалія — король Саншу II (1223—1248)
  - Королівство Наварра — Теобальд I (1234—1251)
  - Архона (тайфа) — Мухаммад I аль-Галіб (1232—1244)
  - Гранадський емірат — Мухаммад I аль-Галіб (1238—1273)
  - Лорка (тайфа) — Абу Абдаллах Мухаммед ібн Алі ібн Ахлі (1228—1244)
  - Менорка (тайфа) — Абу Осман Саїд ібн Хакам аль-Кураші (1228? — 1281)
  - Мурсійська тайфа — Зайян ібн Марданіс (1239—1241); Ібн Худ аль-Даула (1241—1259/1260)
  - Оріуела (тайфа) — Абу Джафар (1239—1249?)
- Польща — Генрик II Побожний (1238—1241); Болеслав II Лисий (1241); Конрад I Мазовецький (1241—1243)
  - Гнєзненське князівство — Генрик II Побожний (1239—1241); Пшемисл I (1241—1249)
  - Добжинське князівство — Конрад I Мазовецький (1229—1247)
  - Каліське князівство — Владислав Одонич (1229—1247)
  - Куявське князівство — Казимир I Куявський (1233—1267)
  - Ленчицьке князівство — Конрад I Мазовецький (1231—1247)
  - Мазовецьке князівство — Конрад I Мазовецький (1200—1247)
  - Познанське князівство — Генрик II Побожний (1239—1241)
  - Сандомирське князівство — Болеслав V Сором'язливий (1232—1279)
  - Сілезьке князівство — Генрик II Побожний (1238—1241); Болеслав II Лисий (1241—1248)
  - Вроцлавське князівство — Генрик II Побожний (1238—1241); Болеслав II Лисий (1241—1248)
  - Краківське князівство — Генрик II Побожний (1238—1241)); Болеслав II Лисий (1241); Конрад I Мазовецький (1241—1243)
  - Опольсько-Ратиборське князівство — Владислав Опольсько-Ратиборський (1230—1281/1282)
  - Серадзьке князівство — Конрад I Мазовецький (1234—1247)
- Білозерське князівство — Гліб Васильович (1238—1278)
- Велике князівство Владимирське — Ярослав Всеволодович (1238—1246)
- Вяземське князівство — Андрій Володимирович Довгорукий (1239 — ?)
- Муромське князівство — Ярослав Юрійович (1237 — після 1248)
- Переславль-Залєське князівство — Ярослав Всеволодович (1212–1246)
- Ростовське князівство — Борис Василькович (1238—1277)
- Велике князівство Рязанське — Інгвар Інгварович (можливо; 1237—1252)
- Смоленське князівство — Всеволод Мстиславич (1239—1249)
- Стародубське князівство (Північно-Східна Русь) — Іван Всеволодович Каша (1237—1247)
- Углицьке князівство — Володимир Костянтинович (1216 — 1249)
- Ярославське князівство — Василь Всеволодович (1238—1249)
- Скандинавія
  - король Данії — Вальдемар II (1202—1241); Ерік IV (1241—1250)
  - Король Норвегії Гокон IV Старий (1217—1263)
  - Швеція — Ерік XI Еріксон (1234—1250)
- Угорське князівство — король Бела IV (1235—1270)
- Україна — Київський князь Данило Галицький (1239—1241); Михайло Всеволодович (1241—1246)
  - Белзьке князівство — Данило Галицький (1233—1241); Всеволод Олександрович (1241—1245)
  - Волинське князівство — Василько Романович (1238—1269)
  - Галицько-Волинське князівство — Данило Галицький (1238—1264)
  - князь Луцький — Ростислав Михайлович (1240—1242)
  - Чернігівське князівство — Ростислав Михайлович (1240—1241); Михайло Всеволодович (1241—1246)
- Королівство Франція — Людовик IX Святий (1226—1270)
  - Герцогство Аквітанія — Генріх III (1216—1272)
  - Арелатське королівство — пфальцграф — Оттон III (1231—1248)
  - Герцогство Бар — Тібо II (1239—1291)
  - Брабант (герцогство) — Генріх II (1235—1248)
  - Графство Булонь — Матильда Даммартенська (1216—1260)
  - Бретонське герцогство — Жан I (1217—1286)
  - Голландія — Вільгельм II (1234—1256)
  - Ено (графство) — Іоанна (1205—1244)
  - Жеводан (графство) — Хайме I (1213—1258)
  - Графство Ла Марш — Гуго X (1219—1244)
  - Лімбург (герцогство) — Генріх IV (1226—1247)
  - Нижня Лотарингія — Генріх II (1235—1248)
  - Люксембург (графство) — Ермезінда II (1197—1247)
  - Льєзьке єпископство — Роберт I де Туротт (1240—1246)
  - Монбельяр (графство) — Тьєррі III (1228—1282)
  - Монпельє (сеньйорія) — Хайме I (1213—1276)
  - Намюр (графство) — Балдуїн II (1237—1256)
  - Оранж (князівство) — Раймонд I де Бо (1218—1282)
  - Родез (графство) — Гуго IV (1222—1274)
  - Савойське графство — Амадей IV (1233—1253)
  - Графство Тулуза — Раймунд VII (IX) (1222—1249)
  - Урхельське графство — Понс I (1236—1243)
  - Фландрія — Іоанна (1205—1244)
  - Графство Фуа — Роже Бернар II де Фуа (1223—1241); Роже IV де Фуа (1241—1265)
- Король Богемії (Чехія) Вацлав I (1230—1253)
- Шотландія
  - Король Шотландії Олександр II (1214—1249)
- Святий Престол; Папська держава — папа римський Григорій IX (1227—1241); Целестин IV (1241); вакансія до 1243
- Вселенський патріарх — вакансія до 1243

## Азія
- Нікейська імперія — Іоанн III Дука Ватац (1222—1254)
- Трапезундська імперія — Іоанн I (1235—1248)
- Близький Схід
  - Антіохійське князівство — Боемунд V (1233—1252)
  - Єрусалимське королівство — Конрад IV (1228—1254)
    - каштелян і сеньйор Рамли сеньйор Бейрута Баліан III д'Ібелін (1236—1249)
    - Сідонська сеньйорія — Жульєн Граньє (1239—1260)

  - Кілікійське царство — Ізабелла I Вірменська (1226—1252)
  - Графство Триполі — Боемунд V (1233—1252)
  - Яффо-Аскалонське графство — Вальтер IV Брієнський (1221—1244)
  - Артукіди — правитель Мардіна Газі I Наджм ад-дін (1239—1260)
  - Аюбіди — Ас-Саліх Аюб ібн Мухаммад (1240—1249)
  - Багдадський халіфат — Аль-Мустансір (1226—1242)
  - Зангіди — атабек Джизре — Махмуд ібн Санджар-шах (1208—1241); Масуд ібн Махмуд ібн Санджар-шах (1241—1251); Шахразур — Іл-Арслан ібн Занг (1233—1251)
  - Шаріфат Мекки — Раджі ібн Катада (1232—1241); Абу'л-Саад аль-Хасан (1241/1250-1253/1254)
  - Румський султанат — Кей-Хосров II (1237—1246)
  - Зіяриди — Нізарі — Ала ад-Дін Мухаммад (1221—1255)
  - Емірат Хасанкейф (Emirate of Hasankeyf) — Туран-шах II ібн Аюб (1239—1249)
  - Держава Ширваншахів — Фарібурз III (1225—1243)
- Расуліди — Аль-Мансур Умар I (1229—1249)
- Чобаніди — Хусам ад-Дін Чобан (1227 — ?до 1280)
- Династія Чан — Чан Тхай Тонг (1226—1258)
- Індія і Шрі-Ланка
  - Ахом — Секафа (1228—1268)
  - Східні Ганги — Нарасімхадева I (1238—1264)
  - Гуджарадеша — Трідгуванапала (1240—1244)
  - Делійський султанат — Муіз-уд-дін Бахрам (1240—1242)
  - Джайпур (князівство) — Кілхан (1216—1276)
  - Джайсалмер (князівство) — Чачак Део Сінгх (1219—1241); Каран Сінгх I (1241—1271)
  - Чандела — магараджахіраджа Джеджа-Бхукті Трайлок'я-варман (1203—1245)
  - Династія Какатіїв — Ганапатідева (1199—1262)
  - Династія Карнат — Рамасімхадева (1227—1285)
  - самраат Кашмірської держави (Династія Лохара) — Рамадева (1236—1243)
  - Династія Малла — Абхая Малла (1216—1255)
  - Мевар (князівство) — Джайтрасімха (1213—1252)
  - Держава Пандья — Мараварман Сундара Пандья II (1240—1251)
  - Парамара — Джайтугідева (1239—1256)
  - Джафна (держава) — Паракрамабаху II (1236—1269)
  - Династія Сеунів — Сімгана II (1200—1246)
  - Держава Хойсалів — Віра Сомешвара (1234—1263)
  - Чола — Раджараджа Чола III (1218—1246)
- Індонезія; Південно-Східна Азія
  - Чампа — Джайя Парамешвараварман II (1220—1252)
  - Сінгасарі — Анусапаті (1227—1248)
  - Сукхотай (королівство) — Шрі Індрадітья (1238—1270)
  - Сунда — між 1175 і 1297 — Прабу Гуру Дхармасікса
  - Кедах (султанат) — Музіл-шах (1237—1280)
  - Тамбралінга — Чандрабхану Шрідхамараджа (1230—1262)
- Китай; Монголія
  - Далі — Дуань Жанксін (1238—1251)
  - Золота Орда — Батий (1240? — 1255)
  - ідикут Кучі — Кусмайн (Кесмез) (1235—1245)
  - Монгольська імперія — Уґедей (1229—1241); Ґуюк (1241—1248)
  - Східне Ляо — Єлюй Шугуону (1238—1259)
  - Династія Сун — Чжао Юнь (1224—1264)
  - Уґедейський улус — Угедей, (1221—1241; водночас у 1229—1241 роках великий каган); Ґуюк (1241—1248)
  - Чагатайський улус — Чаґатай (1225—1242)
- Корея
  - Корьо — Коджон (1213—1259)
- Паганське царство — король Часва (1235—1251)
- Персія і Середня Азія
  - Баванди — Ардашир II (1238—1249)
  - Кутлугханіди — Рукн ад-Дін Ходжа аль-Хакдк (1236—1252)
  - Міхрабаніди — Шамс ад-Дін Алі (1236—1255)
- Кхмерська імперія — Індраварман II (1218—1243)
- Японія — Імператор Сідзьо (1232—1242)

## Африка
- Альмохади — Абд аль-Вахід II (1232—1242)
- Заяніди — Ягморасан ібн Заян (1236—1283)
- Кілва (султанат) — ? ібн Сулейман (1225? — 1263)
- Макурія — Ях'я або Іоанн III — між 1190 і 1268
- Імперія Малі — Сундіата Кейта (1235—1255)
- Мариніди — Мухаммад I ібн Абд аль-Хакк (1240—1244)
- Нрі — Езе Нрі Буіфе (між 1158 і 1258)
- Аюбіди — Ас-Саліх Аюб ібн Мухаммад (1240—1249)
- Хафсіди — Абу Закарія Ях'я I (1229—1249)

## Південна Америка
- Королівство Куско — Сінчі Рока (1230—1260)
- Тескоко (держава) — Нопалцин (1232—1263)

## Північна Америка
- Ацкапоцалько — Ацапоцалько (1240 — ?)
- Маяпанська ліга — Кокоми; Мехен Коком (1238—1242)